# Qoornoq
Qoornoq (zastarale Qôrnoq) je zaniklá osada v kraji Sermersooq v Grónsku. Nachází se na ostrově Qoornuup Qeqertarsua u fjordu Nuup Kangerlua, asi 41 km severozápadně od Kapisillitu, 47 km severovýchodně od Nuuku a 59 km jihovýchodně od Atammiku.

## Historie
Osada byla obydlena již v pravěku. Nejprve byla obydlená v 22. století př. n. l., kdy tu přišli lidé Saqqacké kultury. Po příjezdu Norů, kteří oblast osidlovali, žili původní obyvatelé společně s nimi. V 13. století však do oblasti dorazili Thulští lidé, kteří přišli z Aljašky, a vyhnali všechny Nory i původní Saqqackou kulturu.[zdroj⁠?!] V roce 1952 bylo nalezeno několik pravěkých nástrojů a bylo zjištěno, že se tu nacházela farma patřící Norům.[zdroj⁠?!]
Poslední obyvatel se odstěhoval v roce 1972. Dodnes jsou domy v osadě velice dobře zachovalé a bývají navštěvovány v létě lodí především potomky původních obyvatel osady.

## Galerie

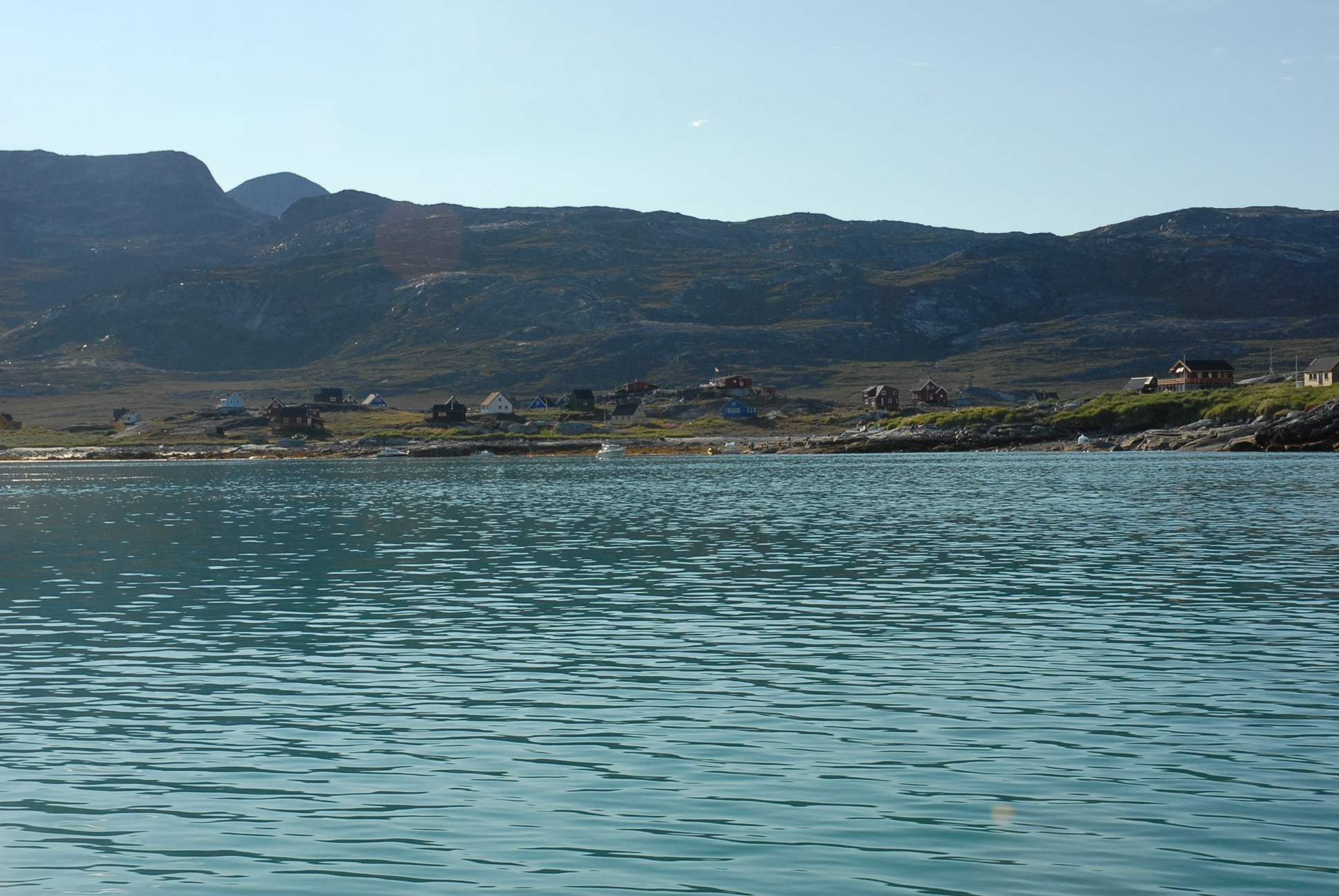
Pohled na Qoornoq z moře
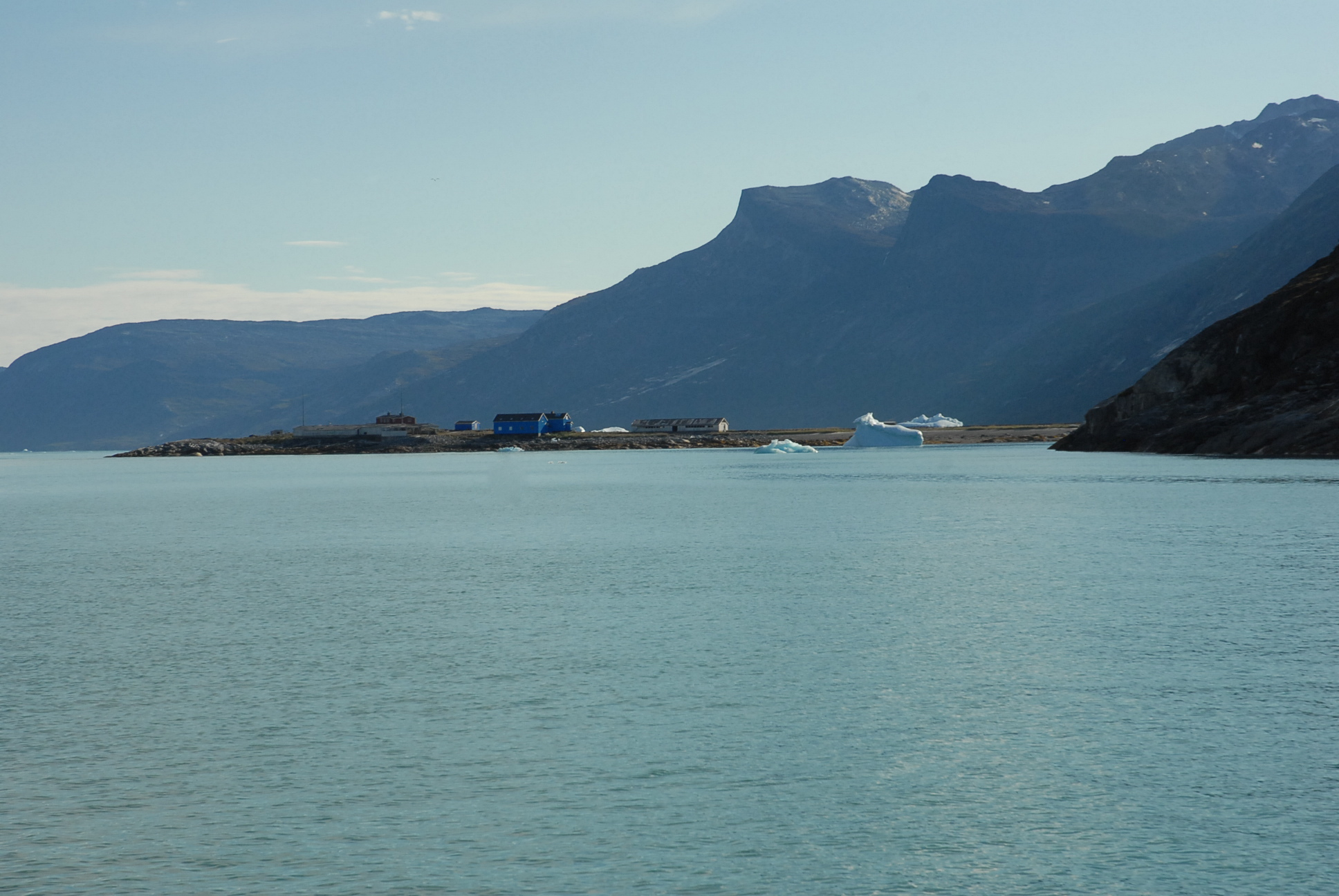
Qoornoq z východu